# Downhill from Everywhere
Downhill from Everywhere è il quindicesimo album in studio del cantante statunitense Jackson Browne, pubblicato nel 2021.

## Tracce
1. Still Looking for Something – 3:10 (Jackson Browne)
2. My Cleveland Heart – 3:20 (Browne, Val McCallum)
3. Minutes to Downtown – 5:31 (Browne)
4. A Human Touch – 4:42 (Browne, Steve McEwan, Leslie Mendelson)
5. Love Is Love – 4:46 (Browne, David Belle)
6. Downhill from Everywhere – 5:44 (Browne, Greg Leisz, Jeff Young)
7. The Dreamer – 3:16 (Browne, Eugene Rodriguez, David Hidalgo)
8. Until Justice Is Real – 4:33 (Browne)
9. A Little Soon to Say – 6:25 (Browne)
10. A Song for Barcelona – 8:37 (Browne, Mauricio Lewak, Bob Glaub, Young, Leisz, McCallum)